# Silicon Graphics Image
Silicon Graphics Image (SGI) とは、Silicon Graphics, Inc.（SGI）によって開発された画像ファイルフォーマットである。
主に高性能グラフィックスワークステーションで使用されており、SGI画像フォーマットはその製品群で広く利用された。

## 概要
SGI画像フォーマットは、高品質の画像データを効率的に保存および処理するために設計されており、特にグラフィックデザイン、3Dモデリング、映画制作などの分野で広く使用されている。このフォーマットは、グレースケール、RGB、およびRGBAの色空間をサポートしており、8ビット、16ビット、および32ビットのチャンネル深度を提供する。

### ファイル拡張子
- .sgi
- .rgb
- .rgba
- .bw

### 特徴
- 色深度: 8ビット、16ビット、32ビットのチャンネル深度をサポート。
- 圧縮: RLE（Run-Length Encoding）圧縮および圧縮なしの生データ形式をサポート。
- 用途: グラフィックデザイン、3Dモデリング、映画制作など、プロフェッショナルな環境での使用に適している。

### データ構造
SGI画像ファイルは、以下の構造を持つ：
1. ヘッダー: 512バイトの固定サイズで、ファイルの基本情報が含まれる。
  - マジックナンバー: ファイル形式の識別子。
  - ストレージ形式: 圧縮の有無やデータの形式を示す。
  - 次元数: 画像の次元（通常は2D）。
  - 幅と高さ: 画像のピクセル数。
  - チャンネル数: グレースケール（1）、RGB（3）、RGBA（4）などの色チャンネル数。
  - その他のメタデータ: 画像の説明や補助的な情報。
2. 画像データ: ヘッダーに続く部分に画像データが格納される。データはピクセルごとの色値を持ち、各ピクセルは指定されたチャンネル数に従う。
3. カラーマップ（オプション）: 必要に応じて、カラーマップデータが含まれる場合がある。

### 対応ソフトウェア
多くのグラフィックソフトウェアや画像処理ツールがSGI画像フォーマットをサポートしている。代表的なソフトウェアは以下の通り：
- Adobe Photoshop: 画像のインポートおよびエクスポートに対応。
- GIMP: オープンソースの画像編集ソフトウェア。
- ImageMagick: 画像の変換や編集を行うコマンドラインツール。
- FFmpeg: 動画や画像ファイルの変換に対応するマルチメディアフレームワーク。

## 歴史と用途
SGI画像フォーマットは、Silicon Graphicsのワークステーションで広く使用され、高品質な画像データを扱うために設計された。このフォーマットは、特に高解像度の画像を効率的に保存するために利用され、プロフェッショナルなグラフィックデザインや3Dモデリングの分野で重宝された。現在でも、多くの画像編集ソフトウェアでサポートされており、歴史的な画像データの取り扱いや変換に利用されている。